# Villa Avellino - de Gemmis
La Villa Avellino - de Gemmis è un edificio storico di Pozzuoli, nella città metropolitana di Napoli. È appartenuto prima ai principi Colonna di Stigliano, poi, per breve periodo, ai padri Benedettini della Congregazione di Montevergine.
A causa del bradisismo discendente, che colpisce la città di Pozzuoli, i padri Benedettini furono costretti ad abbandonare il convento nel 1787.
Con la soppressione dell'Ordine la proprietà passò ai duchi di Lusciano e fu venduta dagli eredi di questi ultimi il 15 marzo 1836 all'archeologo Francesco Maria Avellino. La proprietà passo seguito al Barone de Gemmis di Terlizzi.
Il 13 gennaio 1980, il giardino della villa è divenuto di proprietà del Comune per essere adibito a parco pubblico (l'esproprio ha interessato un'area di circa 28.500 metri quadrati).
La cappella di Sant'Andrea, in via Carlo Rosini, fu trasformata appena dopo il 1980 in ristorante, in questa opera furono distrutti gli stucchi e un bell'altare in marmo policromo.
Nel 2011 nasce all'interno del palazzo finemente ristrutturato la residenza storica Villa Avellino. I lavori di restauro sono stati effettuati dagli attuali proprietari nel rispetto della storicità della struttura, dell'ambiente e del risparmio energetico.
Pare che all'interno del palazzo fossero custodite diverse opere pittoriche di valore che non sono state poi ritrovate, in particolare un dipinto del pittore puteolano Giacinto Diano, del quale si possono ammirare alcune opere nella chiesa di San Raffaele, a pochi passi dal Palazzo De Gemmis Villa Avellino.